# 酒屋バスストップ
酒屋バスストップ（さかやバスストップ）は、新潟県新潟市江南区酒屋町にある磐越自動車道上の高速バス停留所。

## 停車路線
- 【ときライナー】Ｇ 五泉村松線（新潟駅前 - 安田インター前 - 五泉 - 村松駅線）

※酒屋BSに停車するのは上記の県内線1路線のみ。県外線は全便通過する。
かつて運行されていた津川・上川線（新潟駅前 - 津川営業所 - 上川支所）も当バス停に停車していた。同路線は収支状況が悪く赤字路線となっており、運行回数の調整等による収支の改善に努めてきたが改善が図れず、継続運行は困難と判断し、2016年9月30日をもって廃止された。

## 付帯施設・その他
下り停留所側（新潟中央IC方面）にパークアンドライド用の駐車場・駐輪場が設置されており、場内の停留所側には公衆便所（水洗式）が設けられている。
なお、駐車場と下り停留所の間には市道が通っている。

## 一般路線バスへの乗り換え
酒屋BS前の市道を磐越道に沿って850m南下した先、新潟県道220号白根亀田線との交差点付近に新潟交通の一般路線バス「S9 亀田・横越線」の停留所がある。
- 両川農協前（上下バス停から南へ徒歩約7分）
  - 亀田・新潟市中心部方面（JA新潟市両川支店前）
    - S97　両川工業団地・早通・亀田駅前・山二ツ経由　新潟駅前・万代シテイ 行

  - 酒屋方面（向かい側）
    - S97　酒屋車庫 行

またBS西側約500mの市道上には、新潟交通の一般路線バス「S2 鳥屋野線」の停留所があり、停留所南側250mには同社の新潟南部営業所酒屋車庫（折返場）が設けられている。
- 酒屋小学校前（上下バス停から西へ徒歩約10分）
  - 鳥屋野・新潟市中心部方面（旧酒屋小学校校舎側）
    - S22　曽川・鳥屋野・県庁前・古町経由　新潟駅前 行
- 酒屋車庫前（上下バス停から西へ徒歩約12分）
  - 上記S97・S22が発着

なお、上記のS97系統・S22系統は土曜・休日は全便運休となる。
また、旧酒屋小学校校舎からさらに約100m西の新潟県道1号新潟小須戸三条線上には「鳥屋野線（小須戸線）」S23系統（新潟駅前 - 古町 - 新光町 - 曽川 - 酒屋 - 小須戸線）の「花ノ牧」バス停があり、この系統は土曜・休日も運行されている。但し周辺の徒歩経路はやや煩雑であるため注意。

## その他の周辺施設
- 新潟市江南区役所両川連絡所
- 新潟市立両川中学校 - 南東へ約400m
- 新潟市立両川小学校 - 南東へ約450m

## 隣
E49 磐越自動車道
川口BS - (13-1) 新津西SIC - 酒屋BS - 新潟PA